# Paul Adam Soppa
Paul Adam Soppa (2. června 1905 Koppenfeld – 3. května 1947 Praha) byl od roku 1939 do roku 1945 velitelem vězeňského oddělení gestapa v pankrácké věznici v Praze. Těsně před vypuknutím pražského povstání v květnu 1945 unikl do amerického pásma. Tady byl zajat a následně vydán Československé komisi pro stíhání válečných zločinců. Pro retribuční trestné činy byl odsouzen k trestu smrti a popraven ve věznici, ve které po celou dobu protektorátu působil.

## Životopis
Paul Soppa se narodil 2. června roku 1905 v německé obci Koppenfeld.

### Mezi světovými válkami
Do SS vstoupil v roce 1933 a postupně se propracoval až do hodnosti SS-Untersturmführer (poručík). V roce 1934 byl Paul Soppa čtyři měsíce vězněn v litoměřické věznici. V roce 1937 se stal vrchním vězeňským dozorcem ve vězení říšského vedení gestapa v Berlíně. Ještě před vznikem protektorátu byl zatčen a krátkou dobu strávil v pankrácké věznici. Bylo mu kladeno za vinu, že organizoval fašistické bojůvky v československém pohraničí a účastnil se násilných rozvratných akcí. Po prošetření těchto aktivit byl Paul Adam Soppa propuštěn na svobodu.

### Za německé okupace
Prvním velitelem pankrácké věznice, která spadala pod pražskou úřadovnu gestapa byl od dubna 1939 Albert Seidl. Ještě během roku 1939 ho ale ve funkci velitele vězeňského oddělení gestapa pankrácké věznice vystřídal Paul Adam Soppa a v této funkci setrval až do konce německé okupace. Paulu Soppovi byli podřízeni službukonající příslušníci ochranného oddílu SS, příslušníci nacistické bezpečnostní služby SD, příslušníci německé ochranné policie Schupo a protektorátní strážníci, kteří byli zařazeni k dozorčí výpomoci při vycházkách vězňů. Do pravomoci Paula Soppy spadala i věznice gestapa na Karlově náměstí (byla zrušena v červnu 1944) a pobočka vězeňského oddělení gestapa v Malé pevnosti Terezín (zřízena v roce 1940 a užívána až do května 1945).
V červenci 1944 se Paul Soppa zúčastnil v Petschkově paláci porady s německým právníkem, úředníkem gestapa a důstojníkem SS Ernstem Gerkem. Na základě pokynů ARLZ (Auflockerung - Räumung - Lähmung - Zerstörung v překladu: Uvolnění - vystěhování - paralýza - zničení = německý plán taktiky spálené země) společně vypracovali detaily likvidace vězňů v případě nepokojů nebo pro případ blížící se fronty. Na přelomu dubna 1945 a května 1945 byl na příkaz Soppy realizován jeden z bodů tohoto plánu: podminování vězeňského křídla pankrácké věznice - místa, kde byli umístěni vězni odsouzení na smrt. Ve stejné době byly s jeho vědomím v kotelně pankrácké věznice páleny dokumenty pražského gestapa.

### Konec války a smrt
Soppovu útěku z Prahy počátkem května 1945 předcházela dohoda o předání věznice povstalcům výměnou za nebránění německému personálu věznice v odchodu. Dne 5. května 1945 opustil Paul Soppa (spolu s jinými nacisty) pankráckou věznici připraveným autobusem. Od pražského policejního ředitelství pak jeli policejním autobusem směrem na Mělník, kde byla říšská hranice nejblíže. Posléze byl Paul Adam Soppa zadržen a dostal se do tábora zajatců v americkém pásmu. V prosinci roku 1945 byl Československou komisí pro stíhání válečných zločinců náhodou objeven v táboře v Dachau. V únoru 1946 byl pak převezen do Prahy.
O jeho zatčení aktuálně informoval deník Lidová demokracie ze dne 18. prosince 1945 takto:
„Jedné z československých komisí, činných v americkém pásmu, podařil se pěkný lov. Našla a zajistila čtyři dlouho hledané gestapáky. Největší úlovek získala komise náhodou. Hledala v zajateckém táboře v Dachau šéfa pražské kriminální policie Sovu. A Američané jim přivedli Soppu. Unikl jim nepatrný rozdíl ve výslovnosti jména, spletli se a přivedli toho pravého. […] Z Prahy unikl pod vlajkou Červeného kříže v transportu, doprovázeném českou policií. Kamufláž Soppova je v tom, že si nechal narůst knírek a že vystupoval jako prostý vojín, ačkoliv byl Untersturmführer.“

Paul Soppa byl pro retribuční trestné činy podle §2; §3, odstavce 1; §7, odstavce 3; §5, odstavce 1a) a §10 retribučního dekretu odsouzen k trestu smrti a 3. února 1947 v pankrácké věznici popraven.